# گمینا شچتنو
گمینا شچتنو (به لهستانی:  Gmina Szczytno) یک گمینا در لهستان است که در شهرستان شچتنو واقع شده‌است. گمینا شچتنو ۳۴۷٫۲۶ کیلومتر مربع مساحت و ۱۰٬۴۵۴ نفر جمعیت دارد.